# URO VAMTAC SK
L'URO VAMTAC SK est un camion militaire léger blindé de transport tactique espagnol.

## Description
Il est fabriqué par l’entreprise UROVESA à Saint-Jacques de Compostelle. Plusieurs versions sont disponibles.
Il a été conçu pour une utilisation par les forces spéciales ou comme tracteur d'artillerie dans sa version SK 95. Il s'agit d'une modification de l'URO VAMTAC ST5.

## Caractéristiques techniques
- Puissance: 217 CV
- 6 passagers ou matériel[3]
- 4x4

## Utilisateurs

### Militaires
Espagne20 en service, utilisés comme tracteur d'artillerie (SK95) pour le Canon léger L118 qu'il tracte tout en transportant les munitions ou pour les forces spéciales (SK). Il se substitue au URO MAT-18.16.

## Véhicules équivalents
- Mowag Duro - GMTF
- véhicule blindé multi-rôles